# Curtiss-Wright CW-12
Die CW-12 Sport Trainer und die CW-16 Light Sport sind Doppeldeckerschulflugzeuge des US-amerikanischen Herstellers Curtiss-Wright. Sie wurden in den früher 1930er Jahren von den zuvor bei Travel Air tätigen Konstrukteuren Herbert Rawdon und Ted A. Wells entwickelt. Die Flugzeuge wurden deshalb auch gelegentlich als Curtiss-Wright Travel Airs bezeichnet.

## Konstruktion
Die CW-12 und die CW-16 basieren beide auf der gleichen Konstruktion. Es handelt sich um Doppeldecker mit gestaffelten Tragflächen, die mittels N-Streben miteinander verbunden sind. Pilot und Fluglehrer sitzen in Tandemkonfiguration in offenen Cockpits. Im Gegensatz zur CW-12, deren vorderes Cockpit nur einen Sitz hat, verfügt die CW-16 im vorderen Cockpit über zwei nebeneinander angeordnete Sitze. Beide Maschinen waren mit einer Reihe verschiedener Triebwerke verfügbar.

## Versionen
CW-12

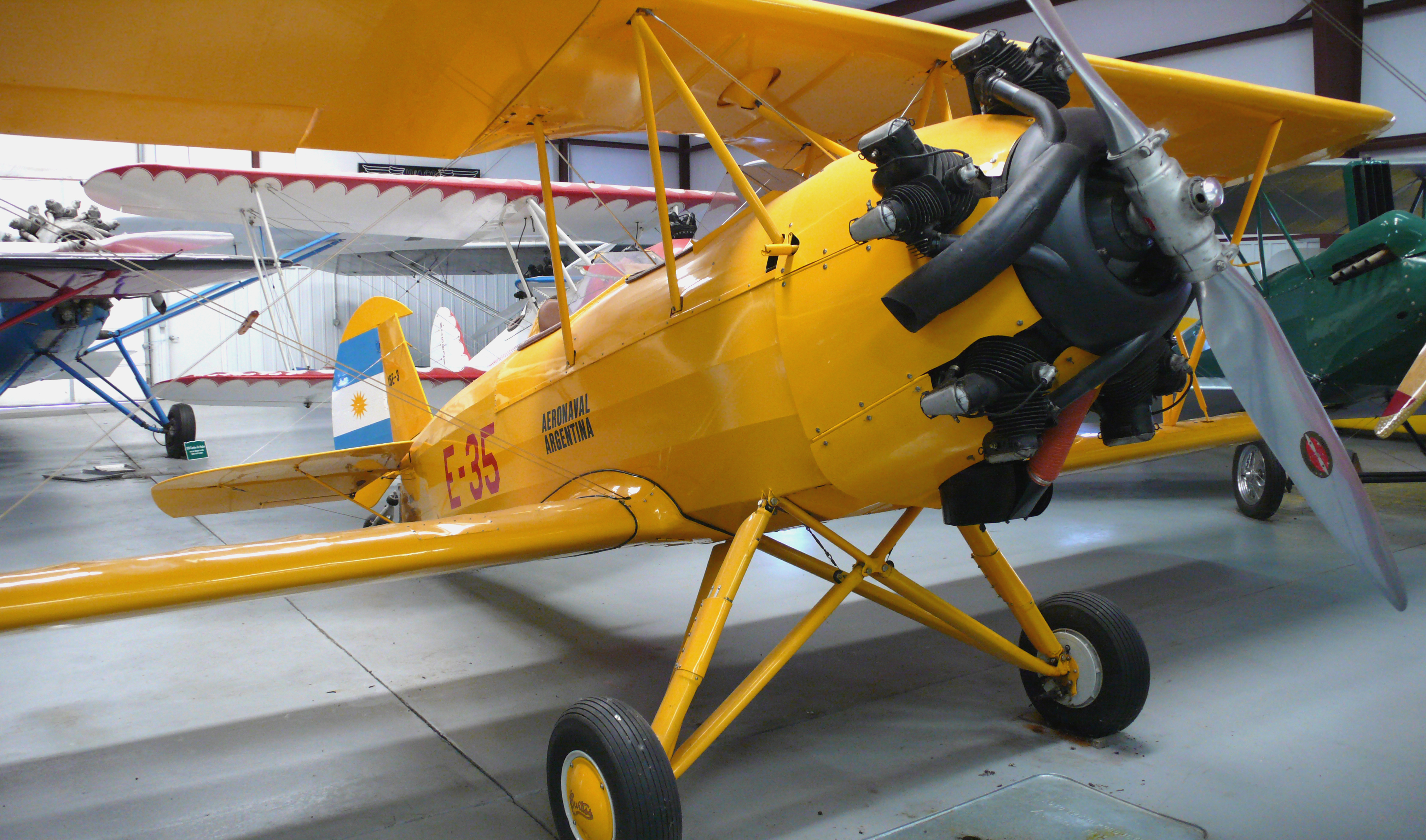
CW-16E im Historic Aircraft Restoration Museum am Creve Coeur Airport in Maryland Heights, Missouri

- CW-12K – angetrieben von einem Kinner K-5, zwei gebaute Exemplare
- CW-12Q – angetrieben von einem von Wright gebauten de Havilland Gipsy, 26 gebaute Exemplare
- CW-12W – angetrieben von einem Warner Scarab, zwölf (plus ein Replika) gebaute Exemplare

CW-16
- CW-16E – angetrieben von einem Wright J-6 Whirlwind 5, zehn gebaute Exemplare
- CW-16K – angetrieben von einem Kinner B-5, elf gebaute Exemplare
- CW-16W – angetrieben von einem Warner Scarab, ein gebautes Exemplar

## Nutzung
Neben privaten Besitzern betrieben folgende Streitkräfte die Maschinen:
 Argentinien
- Die Argentinische Marine Armada Argentina kaufte fünfzehn Einheiten im Jahr 1935 mit einer Option auf dreizehn weitere für das Jahr 1938. Die Maschinen wurden bis 1949 eingesetzt.[1]

 Bolivien
- Die Bolivianische Luftwaffe kaufte im Jahr 1934 drei CW-16 und verwendete sie bis 1943.[2]

 Brasilien
- Die Brasilianische Luftwaffe Força Aérea Brasileira erhielt 1935 fünfzehn CW-16W mit Warner-Scarab-Motoren mit 125 PS (92 kW). Die Maschinen wurden 1940 außer Dienst gestellt.[2]

 Kolumbien
- Die Kolumbianische Luftwaffe betrieb ab 1933 sechs CW-16s.[2]

 Ecuador
- Die Ecuadorianische Luftwaffe Fuerza Aérea Ecuatoriana kaufte im Jahr 1935 sechs CW-16E und drei CW-16s im Jahr 1936. Drei der Maschinen blieben bis 1944 im Dienst.[3]

## Technische Daten
| Kenngröße             | Daten der CW-12Q                                                                 |
| --------------------- | -------------------------------------------------------------------------------- |
| Besatzung             | 2                                                                                |
| Länge                 | 6,52 m                                                                           |
| Spannweite            | oben: 8,78 m unten: 8,02 m                                                       |
| Höhe                  | 2,69 m                                                                           |
| Flügelfläche          | 19,18 m²                                                                         |
| Leermasse             | 1.071 lb (486 kg)                                                                |
| max. Startmasse       | 1.725 lb (782 kg)                                                                |
| Reisegeschwindigkeit  | 141 km/h                                                                         |
| Höchstgeschwindigkeit | 169 km/h                                                                         |
| Dienstgipfelhöhe      | 12.000 ft (3.658 m)                                                              |
| Reichweite            | 772 km                                                                           |
| Triebwerke            | 1 × luftgekühlter Vierzylinderreihenmotor Curtiss-Wright Gipsy mit 90 PS (66 kW) |